# Саїд-Мухаммад-хан
Саїд-Мухаммад-хан (1823—1864) — хівинський хан у 1856—1864 роках.

## Життєпис
Походив з династії Кунгратів. Син Мухаммад Рахим-хана. Народився 1824 року в Хіві. 1855 року після загибелі у битві Мухаммад Амін-хана Хівинське ханство поринило у кризу. Зрештою 1856 року після зречення Сайїд-Махмуд-хана влада перейшла до Саїд-Мухаммад-хана.
Спочатку зумів стабілізувати внутрішню ситуацію, а також запобіг нападу кочових племен туркменів, завдавши тим поразки. За цим змусив каракалпаків зному визнати владу Хіви, вбивши у битві біля Кенеургенчу їх хана Мухаммад Фана Суфі, що намагався відновити незалежність Кунградського володіння. Разом з тим хівинська залога фортеці Ходжа-Ніяз на шляху між Бухарським еміратом і російськими володіннями була зайнята казахами.
Підтримував дипломатичні відносини з Російськоюта Османською імперією, Персією, еміратом Афганістан. У 1858 року у Хіві побував російський посланець М. П. Ігнатьєв.
Водночас ситуація залишалася складною через плюндрування земель туркменами-йомудами у 1854—1856 роках. 1858 року в державі почався голод, що погіршувався епідемією холери, а  поітм й чуми. Цим скористалися йомуди і каракалпаки, що знову повстали. Лише 1859 року вдалося придушити повстання.
У 1863 Саїд Мухаммад-хан прийняв відомого угорського мандрівника Армінія Вамбері, який повідомляв про нове повстання туркменів. Вамбері охарактеризував хан як людину, що не здатна керувати державою. Помер хан у вересні 1864 року. Йому спадкував Мухаммад Рахим-хан II

## Культура діяльність
У Хіві була побудована курінішхана. При дворі діяли історик Мухаммад Риза Агахі (продовжив складання історії Хорезму) і каліграф, художник Каміл Хорезмі.